# Horváth Nóra
Horváth Nóra (Szombathely, 1986. augusztus 20. –) labdarúgó, hátvéd. Jelenleg az osztrák FC Südburgenland labdarúgója.

## Pályafutása

### Klubcsapatban
A Viktória csapatában kezdte a labdarúgást. 2001-ben mutatkozott be az élvonalban. A szombathelyi csapattal eddig kétszeres bajnok és magyar kupa győztes. 2012-ben az osztrák FC Südburgenland csapatában folytatta pályafutását.

## Sikerei, díjai
- Magyar bajnokság
  - bajnok: 2003–04, 2008–09
  - 2.: 2004–05, 2006–07, 2007–08, 2009–10
  - 3.: 2001–02, 2002–03, 2005–06
- Magyar kupa
  - győztes: 2008, 2009